# 2-й Бендерский батальон
2-й Бендерский батальон — батальон Республиканской Гвардии ПМР, сформированный в декабре 1991 года в Бендерах.
Батальон принимал активное участие в конфликте, в частности, участвовал в боях в Бендерах, приняв на себя наравне с батальоном «Дельта» главный удар сил МВД Молдавии. В тот момент командиром батальона был Юрий Костенко, численность батальона на 1992 год — от 250 до 300 человек. Во время вооружённого противостояния с Молдавией состоял из штаба, взвода разведки, трёх стрелковых рот, роты обеспечения, приданного взвода территориального спасательного отряда и радиоподразделения.
Деятельность батальона в настоящее время неоднозначно оценивается в Приднестровье, поскольку (по официальной версии) тот под руководством Костенко принимал участие в грабежах и мародёрстве, но (по неофициальной версии) именно благодаря батальону Костенко город Бендеры Приднестровью удалось удержать. Также существует версия о том, что эскалацию военных действий в Бендерах в июне 1992 года вызвали действия комбата. Согласно данным правозащитной организации «Мемориал» со слов военного коменданта ПМР М. Бергмана, в батальоне служили люди, ранее отбывавшие заключение.
Во время конфликта Костенко был в двойном подчинении: с одной стороны, военного командования, с другой — руководства города.
Сам Юрий Костенко 16 июля после событий в Бендерах был обвинён прокуратурой ПМР в незаконной торговле оружием, мародёрстве и военных преступлениях и позже задержан, а 2-й Бендерский батальон расформирован. В тот же день Юрий Костенко погиб при невыясненных обстоятельствах (его обгоревшее тело без кистей рук было обнаружено в расстрелянной и сожжённой машине).